# Méntrida
Méntrida es un municipio y localidad española de la provincia de Toledo, en la comunidad autónoma de Castilla-La Mancha. El término municipal tiene una población de 6273 habitantes (INE 2024).

## Toponimia
El término Méntrida podría derivarse de la forma antigua mentida que aún se conserva en catalán y occitano con el significado de 'terreno en el que abundan los desprendimientos' o 'curso de agua intermitente'. La erre intermedia pudo intercalarse por el influjo del cercano Montrueque, mientras que el cambio en la acentuación pudo deberse a la intervención mozárabe, dado que el cambio del acento no era raro en la lengua árabe.

## Geografía
El municipio se encuentra situado «en terr. quebrado». Pertenece a la comarca de Torrijos y linda con los términos municipales de Aldea del Fresno y Villamanta al norte en la provincia de Madrid y con Valmojado al este, Casarrubios del Monte y La Torre de Esteban Hambrán al sur y Santa Cruz del Retamar al oeste, en la de Toledo.
Por el término discurren los arroyos Berciana, al norte, Grande o Virvix, que atraviesa la población, y Mazalba, al sur.

## Historia

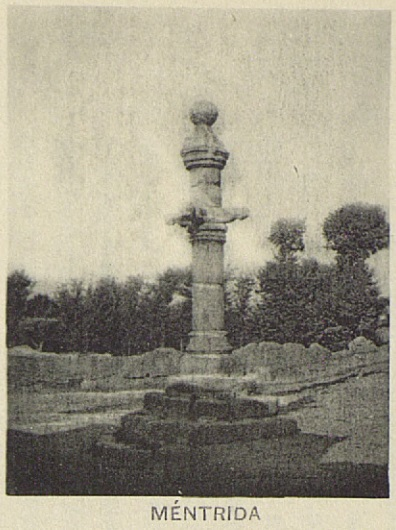
Estado del rollo de justicia antes de la guerra civil

La población se crea tras la reconquista de la zona en 1085 por Alfonso VI, perteneciendo a la corona hasta 1180 en el que Alfonso VIII dona el castillo de Alamín, al que estaba vinculado Méntrida, al Arzobispado de Toledo. 
En 1436 se convierte en señorío de Álvaro de Luna y de su esposa Juana de Pimentel quien fundaría el Mayorazgo de Luna a favor de su hija María de Luna casada con Íñigo López de Mendoza, segundo duque del Infantado. En 1486 se le concede el título de Villa, permaneció al señorío del Duque del Infantado hasta el siglo XIX.
Hasta 1833 perteneció a la provincia de Guadalajara, concretamente al partido de Colmenar Viejo. A mediados del siglo XIX tenía 670 casas y el presupuesto municipal ascendía a 20 000 reales de los cuales 4400 eran para pagar al secretario. En la actualidad, el pueblo alberga un templo del Santo Daime.

## Demografía
Cuenta con una población de 6273 habitantes (INE 2024).

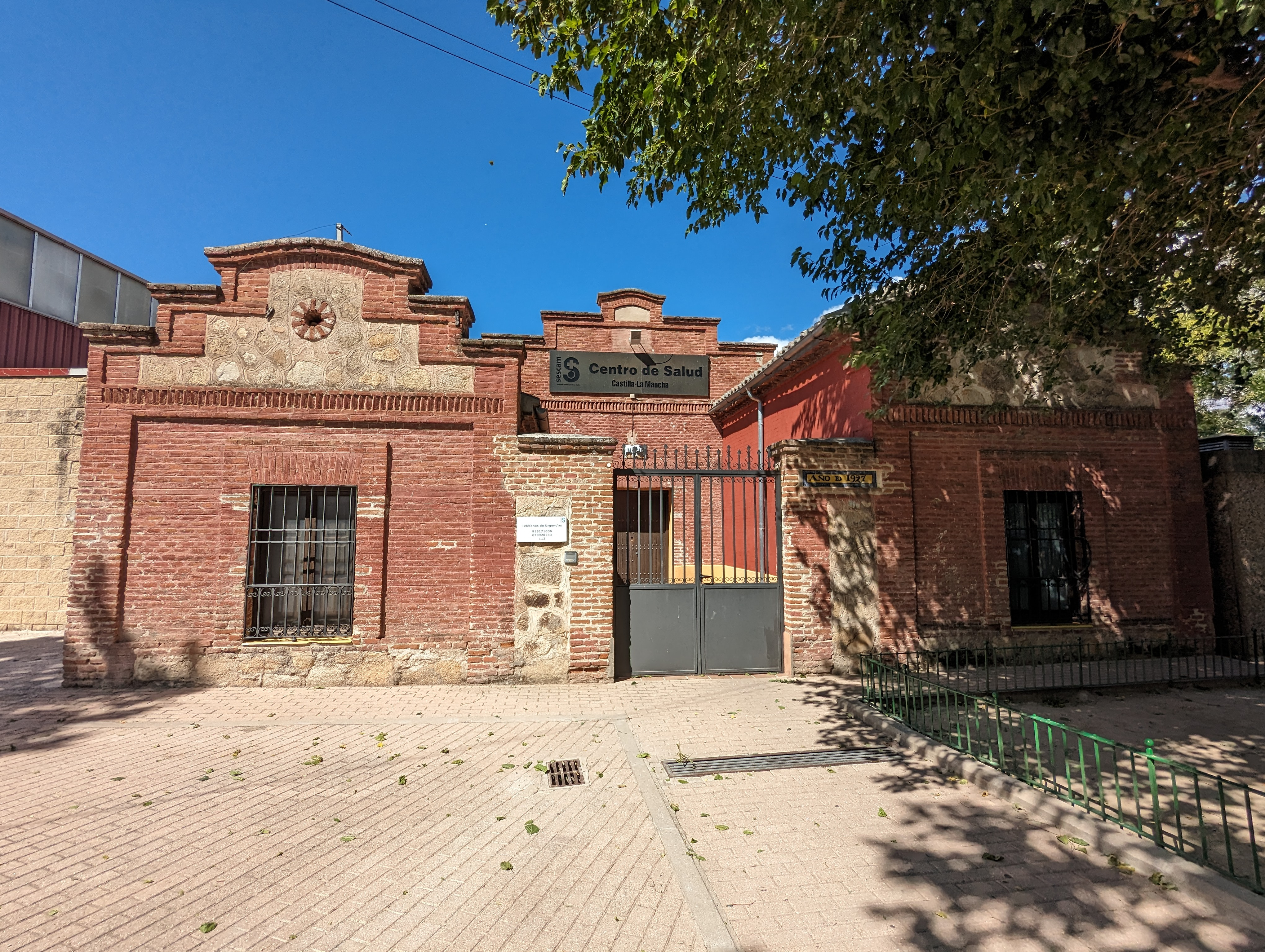
Centro de salud, antiguo matadero

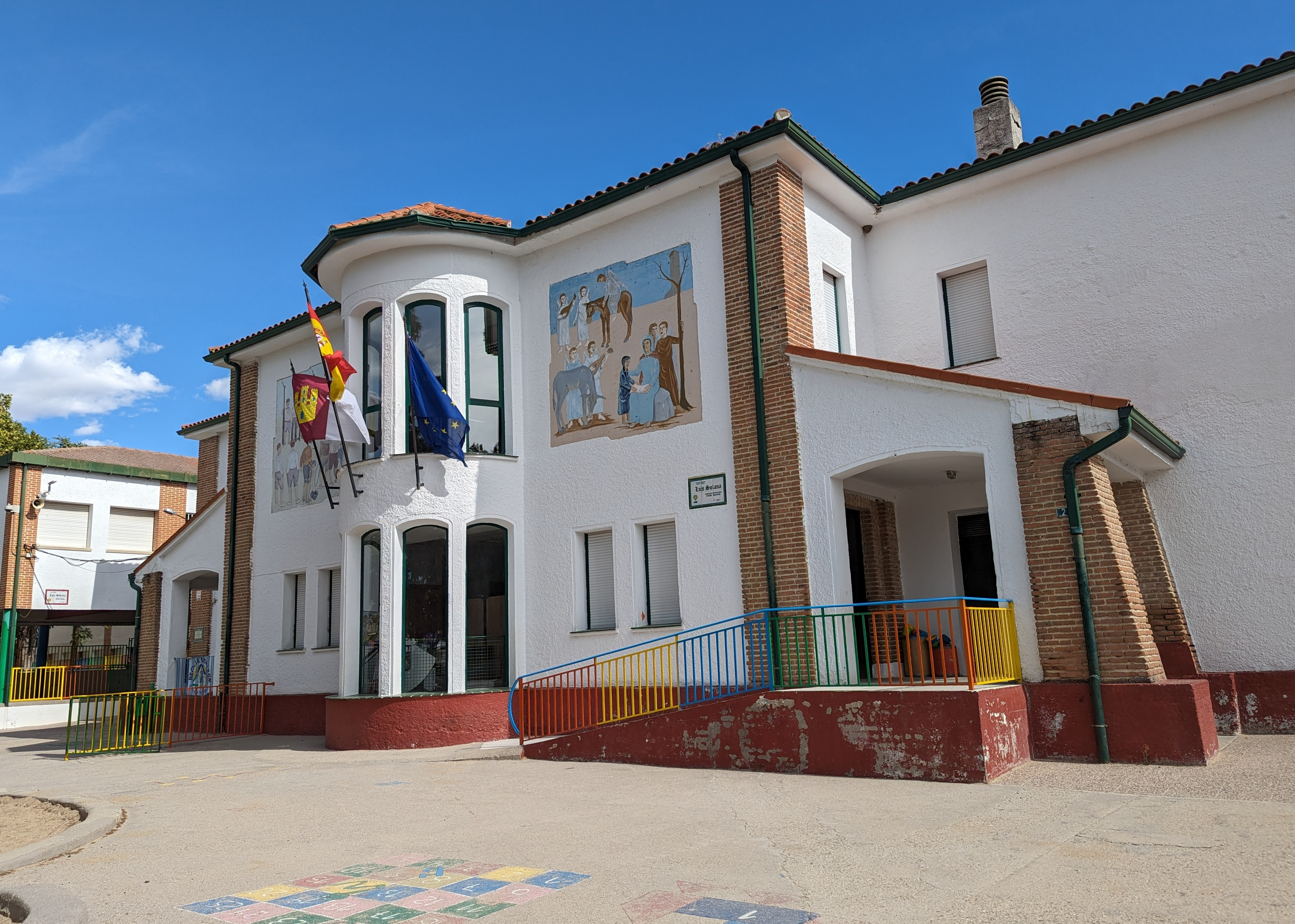
Colegio Luis Solana

| Gráfica de evolución demográfica de Méntrida entre 1842 y 2021                                                        |
| |
| Población de derecho según los censos de población del INE. Población de hecho según los censos de población del INE. |

## Símbolos
El escudo municipal trae sobre azur una cruz llana de oro que contracuartela el campo: 1 y 4, encina de oro frutada de argento y hojada de sinople; 2 y 3, hacha de oro surmontada y sostenida por dos toros pasantes del mismo metal, linguados de gules. Sobre el todo, escusón de argento con el monograma del Ave María en azur, sostenido de tocón de encina cortadiza en su color. Coronel y dos danzantes típicos de la villa, tenantes, el primero portador de cayada de oro, y, el segundo, de hijada de plata.

## Administración
| Periodo   | Nombre                                                       | Partido          |
| --------- | ------------------------------------------------------------ | ---------------- |

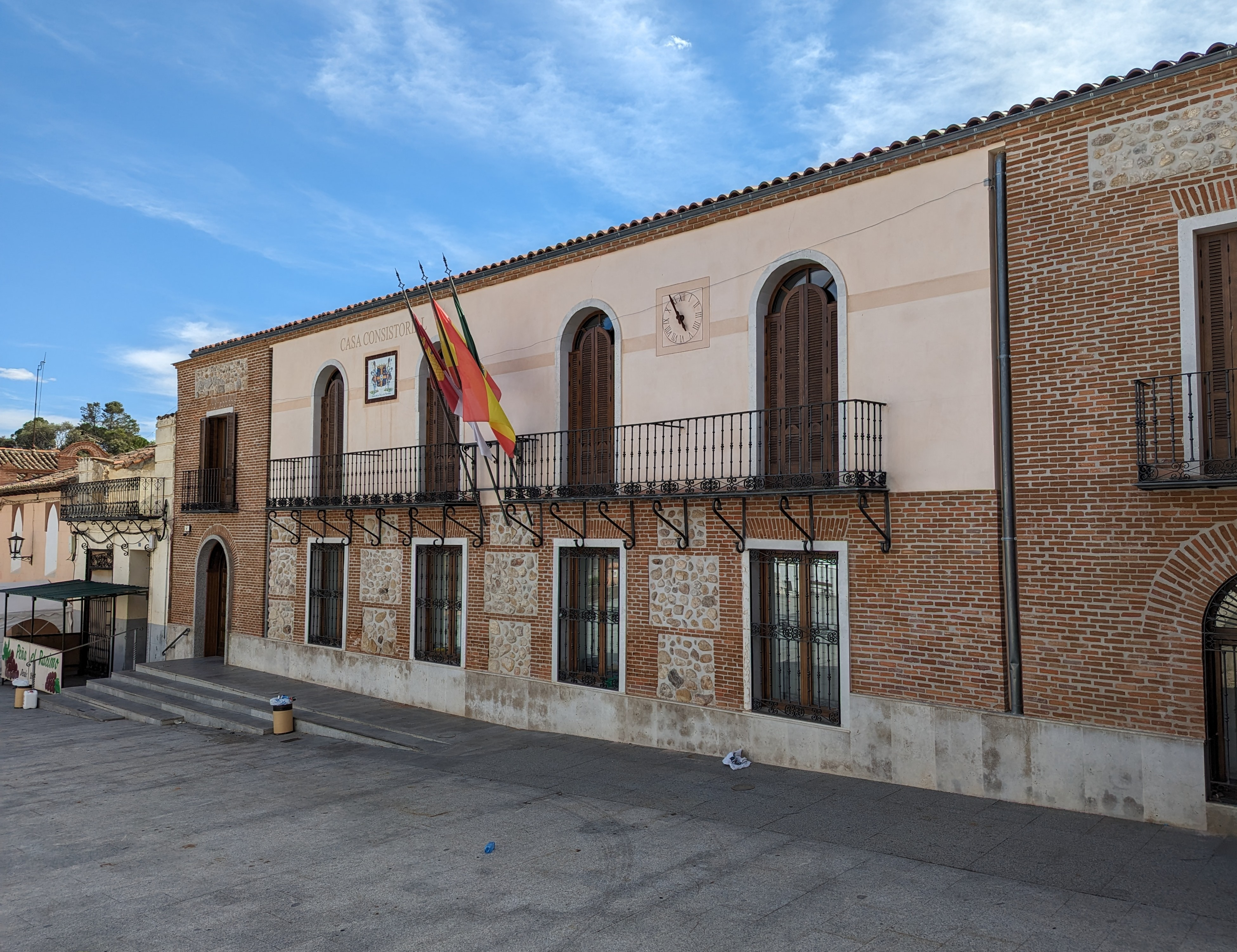
Casa consistorial

| 1979-1983 | Clemente Martín Sastre (16/06/1981) Alejandrino Vaquero Romo | UCD              |
| 1983-1987 | Alejandrino Vaquero Romo                                     | AP               |
| 1987-1991 | Santiago Montero Simal (26/06/1989) Alejandrino Vaquero Romo | Independiente PP |
| 1991-1995 | Antonio Garrido Guerra                                       | PSOE             |
| 1995-1999 | Antonio Garrido Guerra                                       | PSOE             |
| 1999-2003 | Antonio Garrido Guerra                                       | PSOE             |
| 2003-2007 | Antonio Garrido Guerra                                       | PSOE             |
| 2007-2011 | José Sánchez Moral                                           | PP               |
| 2011-2015 | José Sánchez Moral                                           | PP               |
| 2015-2019 | Alfonso Arriero Barberán                                     | PSOE             |
| 2019-2023 | Alfonso Arriero Barberán                                     | PSOE             |

## Cultura

### Patrimonio

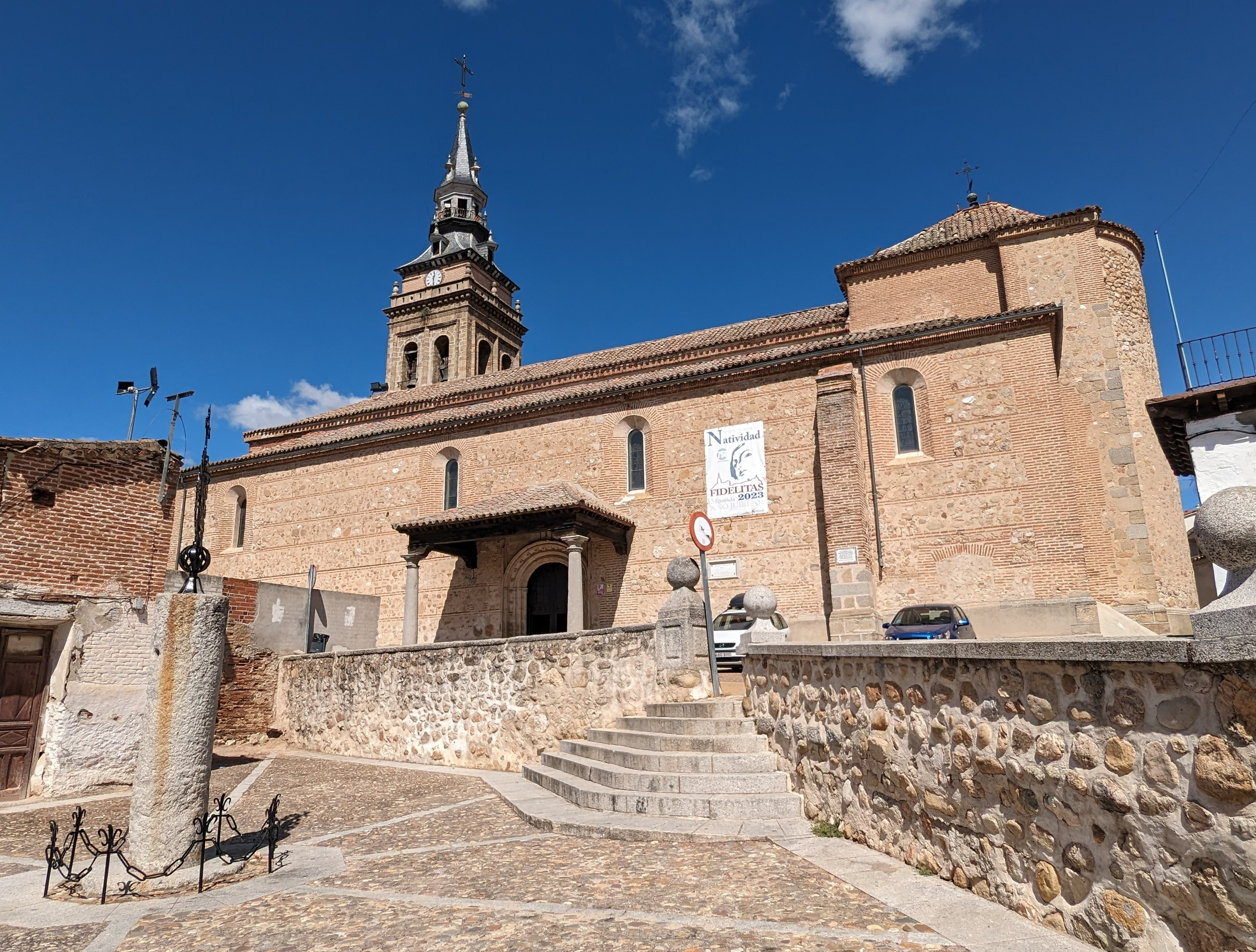
Iglesia de San Sebastián

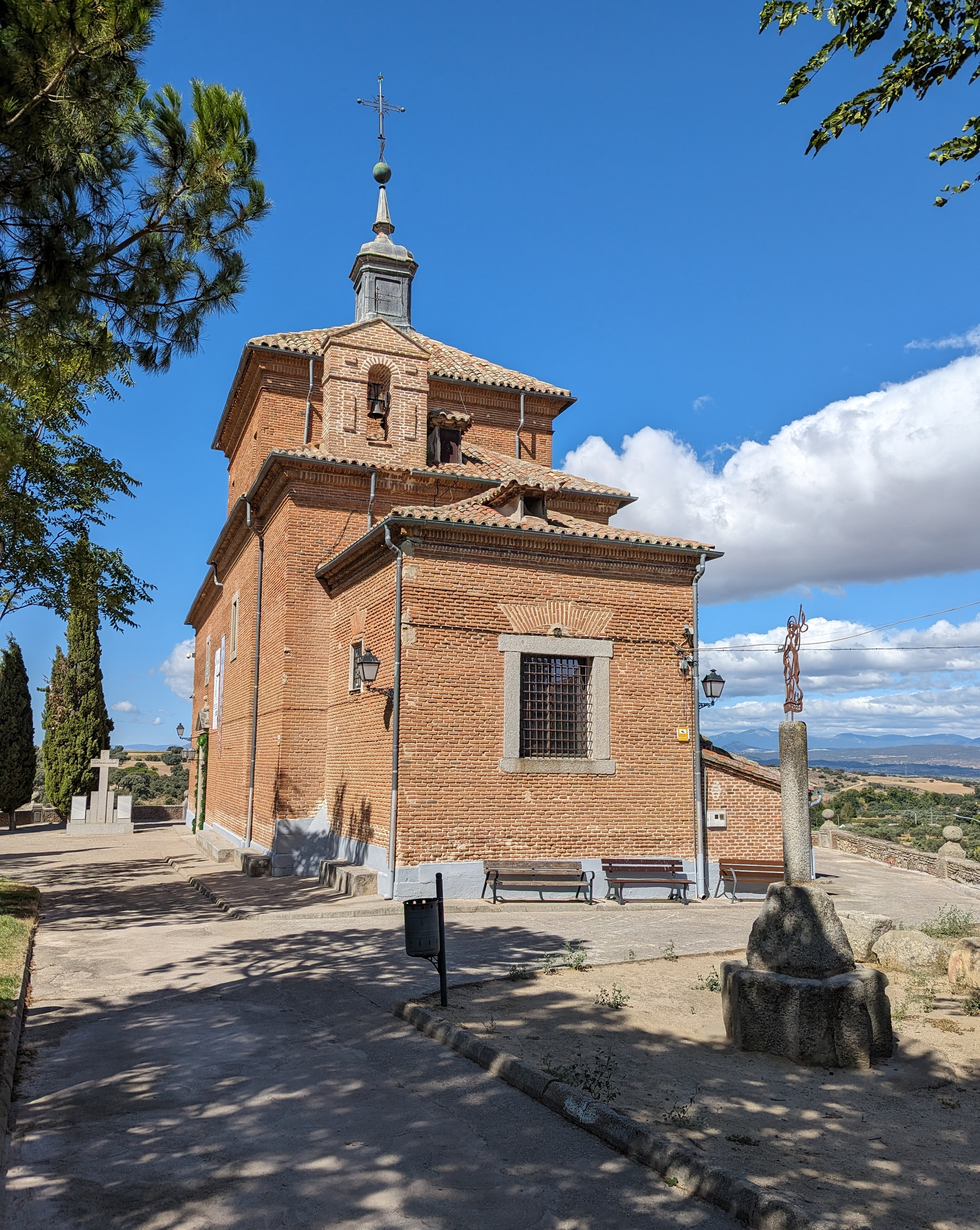
Ermita de Nuestra Señora de la Natividad

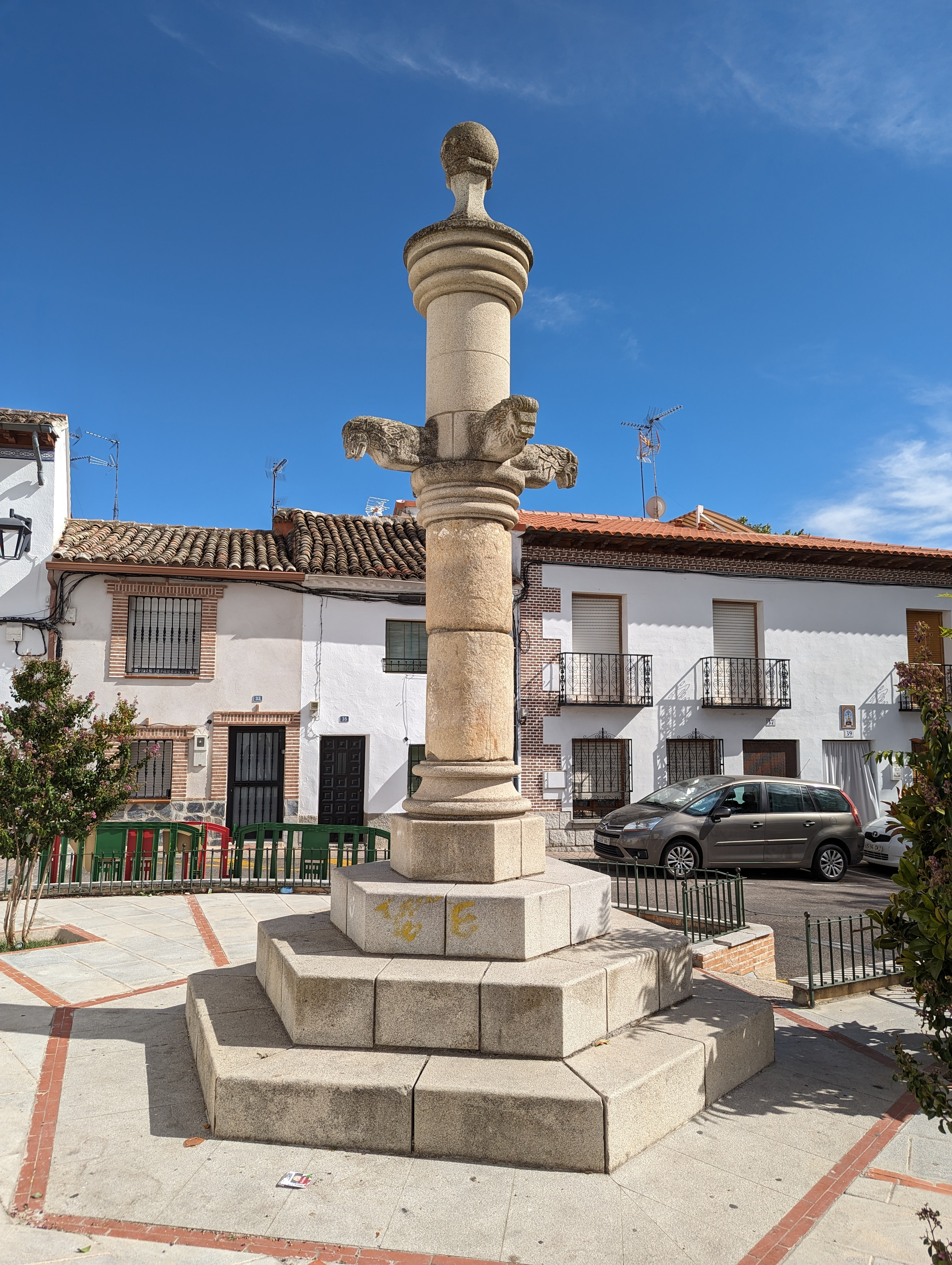
Rollo de justicia

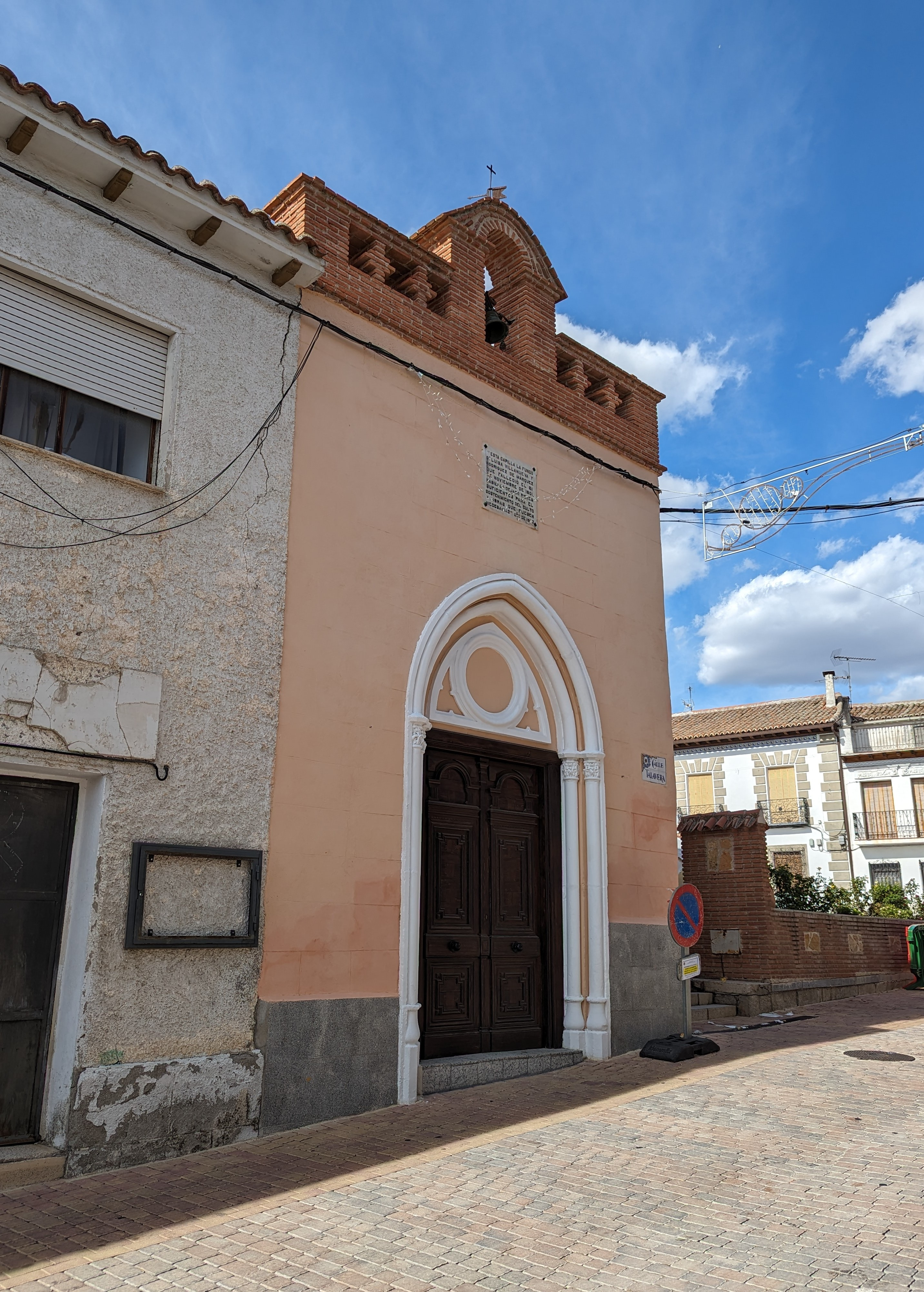
Capilla del Sagrado Corazón de Jesús

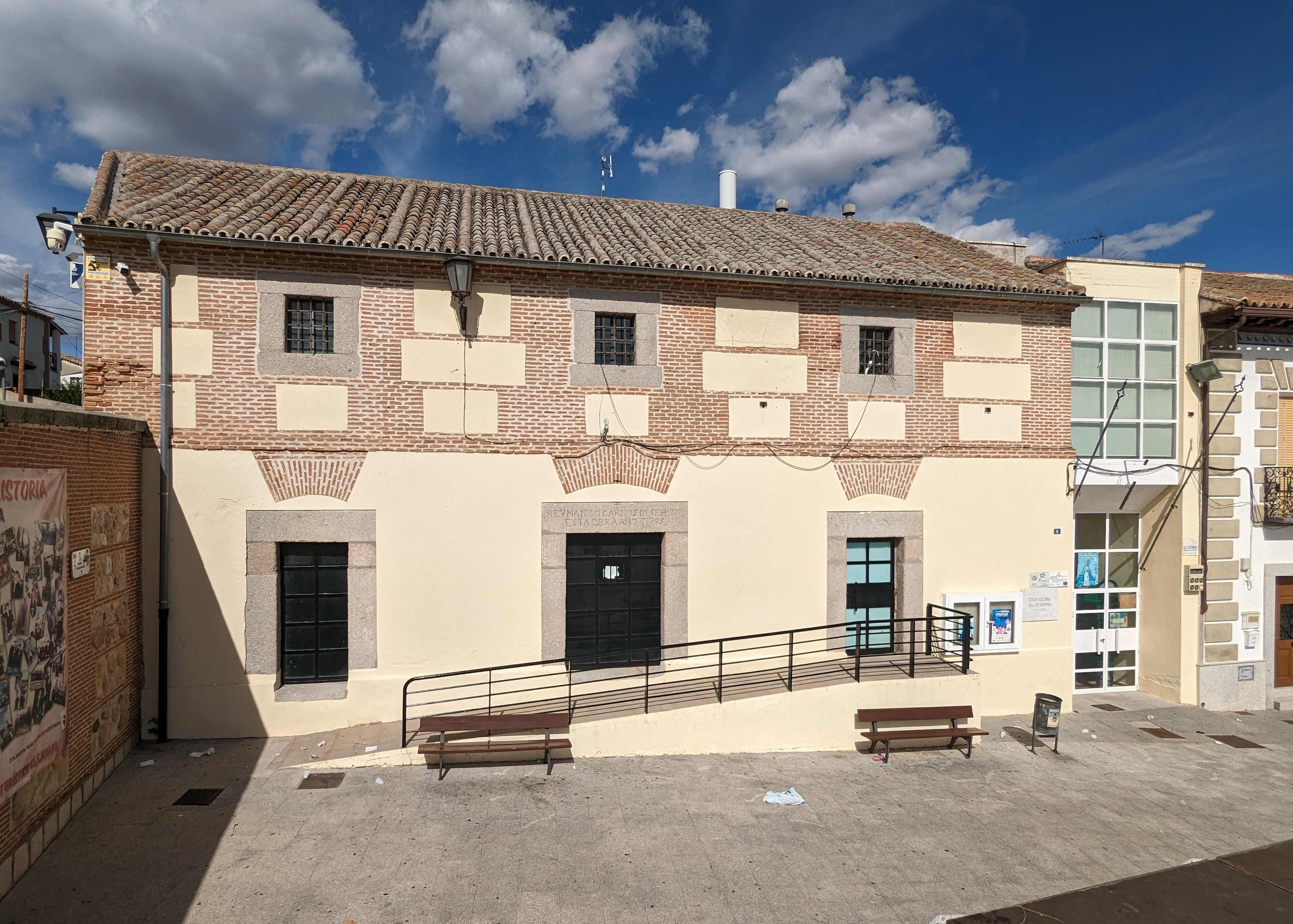
Centro cultural

- Conjunto urbano: con trazado del siglo XIII, declarado bien de interés cultural.
- Iglesia de San Sebastián (Méntrida): del siglo XV, en estilo gótico, declarada monumento histórico artístico nacional en 1982.
- Ermita de Nuestra Señora de la Natividad (Méntrida): del siglo XVII, que alberga a la Virgen durante todo el año.
- Ermita de Ntra. Sra. de la Natividad, en la dehesa de Berciana: del siglo XIV, que alberga a la Virgen en su romería del 25 de abril.
- Capilla del Sagrado Corazón de Jesús: de principios del siglo XX.
- Cementerio: de 1920.
- Matadero Municipal: de 1927, actual Centro de Salud.
- Monumento a Eulogio Jiménez: de 1927.
- Casa del Pósito: reconstruida en el siglo XVIII, hoy Casa de la Cultura.
- Plazuela de la Iglesia: dedicada a Fray Alonso de Méntrida, misionero en Filipinas.
- Cerro del Castillejo: agujereado por antiguas cuevas, en cuyas tripudas tinajas se mantenía el buen vino de la tierra, que ha dado lugar a que sea clasificado con Denominación de Origen Méntrida.
- Rollo de Justicia

### Fiestas
San Sebastián
Se hace en la víspera de la festividad de San Sebastián una luminaria, nombrada la ``Luminaria de San Sebastián´´, y el día 20 de enero festividad del patrón se hace una procesión por algunas calles del pueblo.
Semana Santa
En Méntrida hay dos cofradías de pasión: la Cofradía de Nuestra Señora de la Soledad y la Cofradía del Santísimo Cristo de la Piedad.
El Domingo de Ramos los cofrades de la cofradía de la Virgen de la Soledad procesionan con sus palmas acompañando al paso de La Borriquita hasta la Ermita de Nuestra Señora de la Natividad donde el párroco procede a la bendición de ramos y palmas, de vuelta se hace procesión hasta el templo parroquial donde se procede a la Eucaristía.
En la noche del Jueves Santo después de los oficios, se procede a la procesión de la Pasión del Señor en la que procesionan por algunas de las calles del pueblo (calle Baluarte, calle Talavera, calle las Cuevas, calle Eulogio Jiménez, calle Joaquín González, Plaza Chica, calle San Sebastián, calle la Iglesia) hasta la parroquia, los diferentes pasos: el Cautivo, el Ecce Homo, el Nazareno y la Virgen de la Soledad, titular de la Cofradía de Nuestra Señora de la Soledad, acompañados de los cofrades y la Banda de Cornetas, Tambores y Majorettes de Nuestra Señora de la Natividad, autoridades, párroco y fieles.
Al día siguiente el Viernes Santo, se procede a la procesión del Santo Entierro en las que procesionan por la calle Santa Teresa, calle Lepanto, Ermita de la Virgen, calle la Virgen, Barrio Piloto, hasta el templo parroquial, los pasos: el Santo Entierro, el Santísimo Cristo de la Piedad, titular de la Cofradía del Santísimo Cristo de la Piedad, el Descendimiento y la Virgen de la Soledad con el resto de comitiva y los fieles devotos y la banda de cornetas.
El Domingo de Resurrección a las 8:00 de la mañana, tiene lugar la procesión del Encuentro donde salen los pasos de la Virgen de la Candelaria y el Resucitado, cada uno va por un recorrido diferente: la Virgen va por la calle San Sebastián, calle Talavera hasta la Plaza de España y el Resucitado baja por la calle Baluarte, calle Zaragoza igualmente hasta la Plaza de España acompañado por la Mayordomía de Nuestra Señora de la Natividad.
Al juntarse ambos pasos en la plaza, la Banda de Cornetas, Tambores y Majorettes de Nuestra Señora de la Natividad tocan el himno nacional, el bandera de los sargentos bandea y los cofrades retiran el gorro que cubre sus cabezas, posteriormente se procede a la procesión de vuelta hasta la iglesia, donde tiene lugar la Eucaristía.

#### Nuestra Señora de la Natividad
Romería de San Marcos
El día 23 de abril se hace la Alboreá o Alborada en la noche, en la que a toque de clarines y tambores el grupo de la mayordomía recorre las calles del pueblo anunciando la fiesta.
El día 24 de abril, día de la Víspera por la mañana tiene lugar en la Ermita de Nuestra Señora de la Natividad la lectura del pregón, seguida de la ofrenda floral a la Virgen. En la tarde se procede al tradicional traslado de la Virgen desde su ermita hasta el templo parroquial acompañada de la Junta Rectora de la Hermandad de Nuestra Señora de la Natividad, mayordomía que escoltan la imagen, danzantes que bailan a la Virgen y los fieles devotos, posteriormente se procede en la Plaza de España la muestra de sargentos y danzantes.
El día 25 de abril, día de San Marcos a las 8:00 de la mañana la Virgen hace su salida por la puerta de la parroquia, comenzando así la romería al Monte de Berciana cumpliendo el pueblo con el voto hecho por la villa, la Patrona recorre diferentes calles del pueblo hasta la Dehesa de Berciana, allí tiene lugar la eucaristía, posteriormente la Virgen se coloca en el interior de la Ermita de Berciana y la comitiva se dirige a la explanada que hay en la parte inferior de la ermita para la muestra de sargentos y danzantes.
Las familias se reúnen en los ranchos para compartir un día de fiesta y familiar en torno a la Virgen. A las 19:00 horas, tiene lugar la procesión de vuelta al pueblo, la Virgen hace paradas en la Cruz de Silva (cuenta la historia de que en este lugar se le aparecieron varios demonios a Pablo Tardío cuando iba a comunicar a las autoridades de la aparición de la Virgen) y en la Cruz de Gabriel Rodríguez donde la esperan fieles y las carrozas con el Cristo Resucitado, San Ildefonso, San Juan Bautista, San Sebastián, San Marcos y San Isidro. Desde allí se baja la calle Santa Teresa hasta la Iglesia.
El día 26 de abril, día de San Marquitos hay misa en la parroquia y posteriormente, procesión de vuelta de la Virgen hasta su ermita.
El día 27 de abril, día de san Marcazos, en la ermita hay misa de sargentos.
Función de Mayo
El sábado anterior al primer domingo de mayo se hace la procesión de ``los Angelitos ´´donde los niños que van en la procesión donde se traslada la Virgen de la Ermita a la parroquia, van vestidos de angelitos o de sanjuanes (San Juan Bautista).El domingo tiene lugar la procesión de la Función de mayo en la que la sagrada imagen de la Patrona recorre todo el pueblo hasta su Ermita.
Fiestas patronales en honor a Nuestra Señora de la Natividad
El día 7 de septiembre se traslada en procesión a la Virgen desde su Ermita hasta la Iglesia, a continución se realiza la ofrenda floral de las peñas del municipio a la patrona.
El día 8 de septiembre (día del nacimiento de la Virgen María) hay misa en la parroquia por la mañana. Por la tarde tiene lugar la procesión desde la Iglesia por todo el pueblo, se regresa de nuevo a la Iglesia.
Al domingo siguiente a terminar las fiestas se traslada la Virgen en procesión hasta su Ermita.
Coronación canónica
El día 3 de mayo de 2014 se celebró en Méntrida la Coronación Canónica de Nuestra Señora de la Natividad, presidida por el arzobispo de Toledo y primado de España Braulio Rodríguez Plaza.
El acto, al que asistió una gran cantidad de fieles, comenzó a las 10 de la mañana con una procesión en la que la Virgen, que estuvo acompañada por las imágenes de otras poblaciones de la comarca, fue trasladada desde la Iglesia hasta el campo de fútbol.
Allí, el arzobispo de Toledo celebró una misa que incluía el acto propio de la Coronación Canónica de Nuestra señora de la Natividad.

## Deportes
El Club de Fútbol Méntrida juega en Primera Autonómica en el Grupo III. Disputa sus partidos como local en el estadio Dehesa del Caño, ubicado en la localidad de Méntrida. El 20 de mayo de 2017 jugo el último partido de la temporada 2016/2017, terminando la temporada consiguiendo el ascenso a Primera Autonómica.